# Place du Tertre

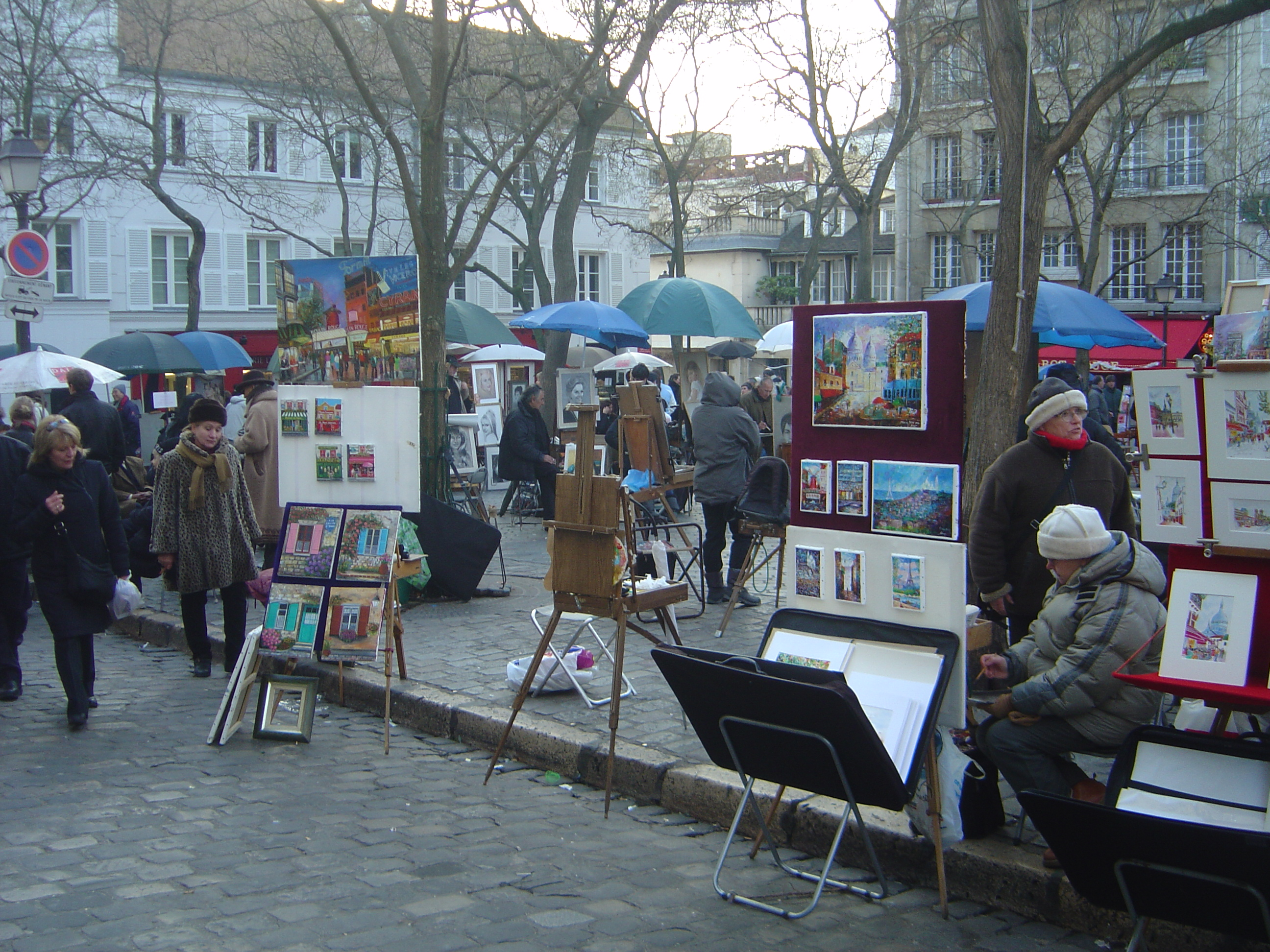
Place du Tertre.

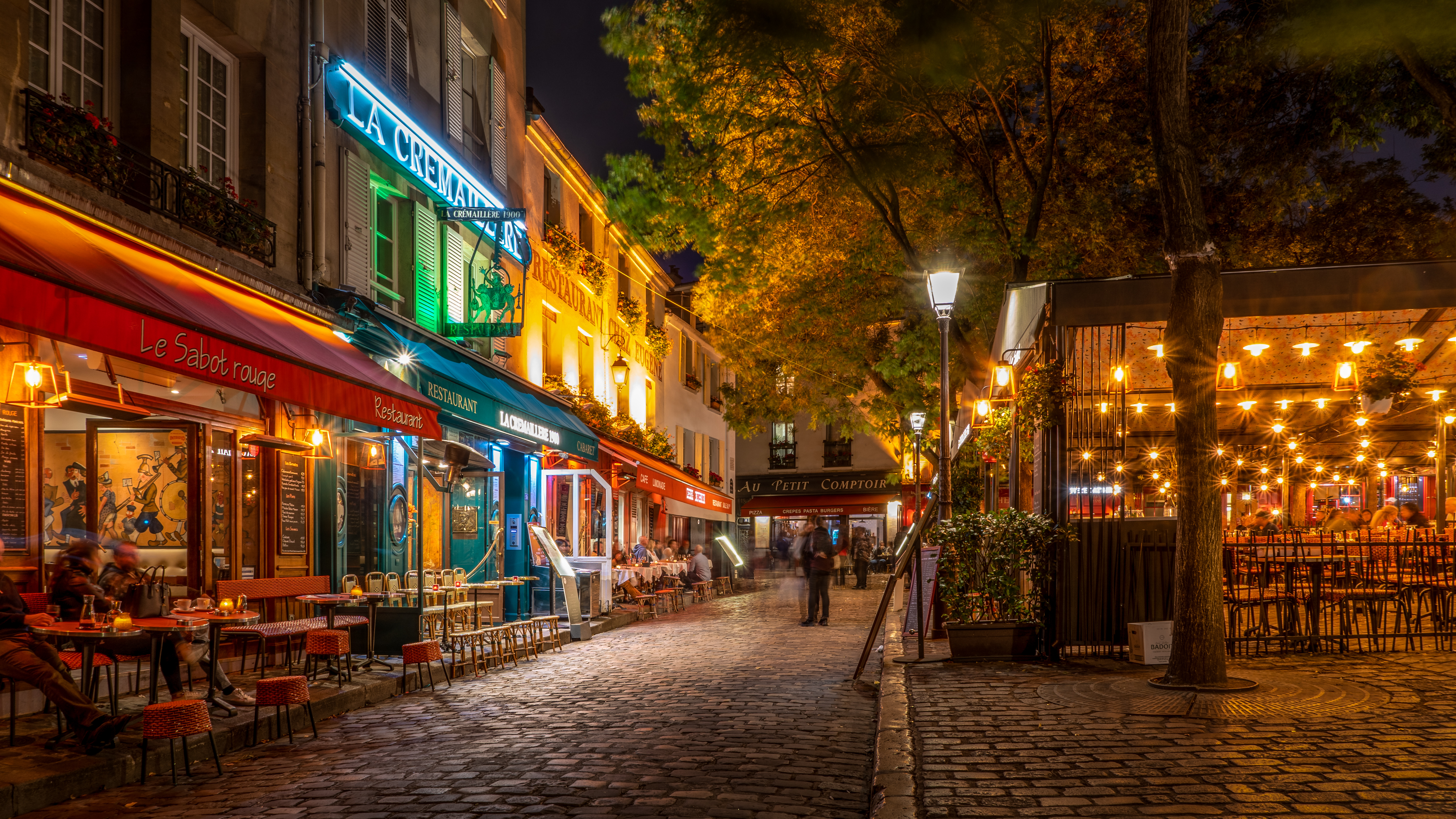
Place du Tertre.

La Plaza de Tertre se encuentra en el distrito 18 de París, en Francia, en la colina de Montmartre a pocos metros de Saint-Pierre de Montmartre y de la Basílica del Sagrado Corazón, a una altitud de 130 m sobre el nivel del mar.
La plaza es famosa por los retratistas y los pintores, que exponen y pintan sus obras al aire libre. Es uno de los lugares más emblemáticos de Montmartre y una de las principales atracciones turísticas de París. Es un recuerdo de la bohemia parisina del siglo XIX y principios del siglo XX, donde Montmartre fue la cuna del Impresionismo. A principios del siglo XX, vivieron en la Plaza de Tertre o en sus cercanías diversos pintores pobres que luego fueron mundialmente conocidos, como Picasso y Utrillo.
Place du Tertre está en el corazón de la antigua villa de Montmartre. El primer alcalde de Montmartre, instalado en 1790 , Félix Desportes vivió en una de las casas en su lugar.
El restaurante À la Mère Catherine, fundado en 1793, se encuentra allí.
L'Espace Salvador Dalí, un museo dedicado principalmente a los dibujos y esculturas de Salvador Dalí, está a pocos pasos de Place du Tertre.

## Acceso
- Estación de metro de Abbesses
- Funicular de Montmartre
- Montmartrobus